# Moetneferet
Moetneferet (“Moet is mooi”) was een koningin van de 18e dynastie van Egypte. Ze was de tweede echtgenote van Thoetmoses I en de moeder van Thoetmoses II. Ze droeg de titels "dochter van de farao en zuster van de farao" en is de dochter van Ahmose I en een zuster van Amenhotep I. De eerste vrouw van Thoetmosis I was koningin Ahmose.
Het is waarschijnlijk dat ze de moeder is van de andere zonen van Thoetmosis I: Amenmose, Wadjmose en Ramose.
Ze staat afgebeeld in de tempel van Deir el-Bahri gebouwd door haar kleinzoon Thoetmosis III op een stèle gevonden in het  Ramesseum op de kolos van haar zoon en een standbeeld van haar met een verwijzing naar Thoetmosis II in de kapel van Wadjmose.